# Federação Portuguesa de Ténis
A Federação Portuguesa de Ténis (FPT) é uma organização nacional de Portugal para o ténis que foi fundada em 1925. A FPT é membro da associação regional Tennis Europe e da International Tennis Federation (ITF). É também responsável pela Portugal Davis Cup Team e a Portugal Fed Cup Team. A FPT é responsável por regular o ténis, o padel, o ténis em cadeira de rodas, o ténis de praia e as actividades profissionais e amadoras de ténis; incluindo os Campeonatos Nacionais.

## Organizações
A FPT tem 13 associações distribuídas geograficamente por mais de 300 clubes e 3 associações profissionais de representantes de treinadores, jogadores e oficiais. Elas são:
- Associação Ténis Oficiais
- Associação Portuguesa Treinadores Ténis
- Associação Ténis Açores
- Associação Ténis Alentejo
- Associação Ténis Algarve
- Associação Ténis Aveiro
- Associação Ténis Castelo Branco
- Associação Ténis Coimbra
- Associação Ténis Leiria
- Associação Ténis Lisboa
- Associação Ténis Madeira
- Associação Ténis Porto
- Associação Ténis Setúbal
- Associação Ténis Vila Real
- Associação Ténis Viseu

## História até à Actualidade
A F.P.T decidiu entretanto instituir o Troféu Artur Mantero nas suas competições mais importantes - primeiro no Open de Portugal, torneio internacional masculino da categoria «challenger» que se realizou durante a segunda metade da década de oitenta; e ultimamente nos Campeonatos Nacionais, cuja denominação oficial é Campeonatos Nacionais Absolutos/Troféu Artur Mantero.
Um pouco à semelhança do que aconteceu em Wimbledon em 1973, os Campeonatos Nacionais tiveram também na década de setenta um forte abalo.
Aconteceu em 1979, quando a maioria dos melhores jogadores nacionais decidiram boicotar a prova.
Tudo teve como origem o confronto Lisboa-Porto. Prova com tradições nos anos vinte e trinta, o embate entre os representantes das duas principais cidades portuguesas tinha desaparecido do calendário. Por iniciativa da F.P.T , foi reinstituído em Abril de 1979, com a equipa de Lisboa, capitaneada por Raúl Peralta, sul-americano radicado no nosso país e marido de Leonor Santos, a bater a formação do Porto, liderada por Nuno Allegro.
Até aqui tudo normal. Só que posteriormente à prova o «capitão» da equipa portista decidiu não restituir à Federação a Taça dos vencidos. Instado várias vezes a entregar o troféu, Nuno Allegro recusou-se terminantemente. Como retaliação, a direcção comandada por Cordeiro dos Santos não autorizou a sua participação nos Campeonatos Nacionais, em que o tenista da Foz estava inscrito. Allegro reagiu e conseguiu obter a solidaridade de mais 27 jogadores. E apesar da tentativa de conciliação de última hora, a prova realizou-se mesmo sem a presença dos «rebeldes», acabando o título por sorrir a Miguel Soares em singulares-homens, enquanto Leonor Santos somava mais uma vitória, a 11ª.Curiosamente, nos pares-homens os vencedores foram os irmãos José Manuel e Pedro Cordeiro, filhos do presidente da direcção da F P.T.
Esse foi o primeiro título nacional absoluto de Pedro Cordeiro. Mais uma dezena se seguiriam, quatro dos quais em singulares, obtidos consecutivamente entre 1982 e 1985.
Este período marcou uma viragem em direcção ao profissionalismo, também tornado possível pelo impacto que teve uma iniciativa de João Lagos. Abandonada a prática desportiva em finais dos anos setenta, o ex-tricampeão nacional manteve-se ligado ao ténis com dois projectos arrojados - a criação de uma escola de ténis e o lançamento de uma empresa destinada à organização de eventos. Com origem em 1975, a Escola de Ténis João Lagos foi o embrião de um projecto que actualmente comporta mais de uma dezena de firmas distintas, todas dedicadas à área do desporto. A Sotenis iniciou pouco depois a sua actividade, começando por organizar torneios de «prize-money», alargando depois o seu raio de acção aos Grande Prémios, circuitos satélites, competições internacionais de juniores e «challengers», até chegar ao ambicionado grande torneio, tornado realidade em 199° com a inclusão do Estoril Open no calendário oficial do ATP Tour, com a categoria «World Series».
Em 1982 a ideia longamente amadurecida de trazer a Portugal uma grande figura do ténis mundial tornou-se finalmente possível. O mítico Bjorn Borg, retirado do circuito profissional no Outono de 1981, dedicava-se então apenas a encontros de exibição. As suas prestações em Cascais e Póvoa de Varzim, onde actuou ao lado de Vitas Gerulaitis, relançaram o interesse na modalidade das raquetas. Com os pavilhões a abarrotar e a televisão a permitir a milhões verem em actuação aquele que muitos consideravam o melhor jogador da história do ténis, deu-se início a um inesperado «boom» no número de praticantes, que fez com que no final da década de oitenta o ténis fosse a segunda modalidade desportiva mais praticada em Portugal.
A chama de entusiasmo à volta do ténis manteve-se acesa no ano seguinte. Um promotor alemão propôs a Armando Rocha, então presidente da Direcção da F.P.T., a realização em Portugal, durante 1983, de um grande torneio, integrado no «Grand Prix». O projecto foi aceite.
Com um total de 250.000 dólares em prémios, o Open de Portugal trouxe ao Estádio Nacional alguns dos melhores jogadores daquele tempo. Jose Higueras, Jimmy Arias e Victor Pecci, entre outros, foram actores secundários num torneio protagonizado pelo francês Yannick Noah e pelo sueco Mats Wilander. O escandinavo venceu no Jamor, mas um mês depois Noah teve a sua desforra... na final de Roland Garros.
Mas se a iniciativa foi um sucesso momentâneo, acabou por ter um custo elevado. Incapazes de competir com o peso dos nomes presentes no Open de Portugal, os organizadores nacionais deixaram de contar com o apoio de patrocinadores para iniciativas mais modestas. E como o «Grand Prix» não teve descendência, foi necessário esperar três anos para voltar a ver competições de bom nível em Portugal.
Talvez por coincidência o regresso do, grande ténis voltou a passar pela realização de um encontro de exibição. Em 1986, no pavilhão do Dramático de Cascais, o norte-americano de origem sul-africana Kevin Curren defrontou o então ainda checoslovaco Ivan Lendl, líder do ranking mundial. A lotação voltou a esgotar; o espectáculo foi de excelente nível; e nem sequer faltou o elemento-surpresa, com a vitória a sorrir a Curren...
Antes do jogo grande tinha-se realizado um confronto «de aquecimento», com a participação da maior esperança do ténis português - João Cunha e Silva. Momentaneamente aureolado com a posição de número um mundial da categoria de juniores, graças a um conjunto excepcional de exibições no circuito sul-americano do escalão, Cunha e Silva era o primeiro produto de um trabalho rigoroso, desenvolvido em moldes profissionais. Representante da Escola de Ténis João Lagos, João Cunha e Silva corporizava as esperanças de todos os adeptos portugueses, numa altura em que Nuno Marques - que em 1982 alcançara o título de vice-campeão europeu da categoria de iniciados, perdendo a final de Blois para o soviético Andrei Cherkasov, então com 16 anos, dava os primeiros passos no ténis «a doer».
Com João Cunha e Silva foi feita a primeira aposta séria no profissionalismo, conseguindo-se criar as bases para que outros tenistas nacionais pudessem pensar em competir internacionalmente com o mínimo de ambições. E a própria selecção nacional beneficiou, com as vitórias na Taça Davis a aparecerem com regularidade a partir do momento em que João Cunha e Silva (internacional pela primeira vez em Maio de 1984, com apenas 16 anos, face à Noruega) e Nuno Marques (estreante em Innsbruck, frente à Áustria, em Junho de 1986, também com 16 anos) passaram a ser os pilares da selecção.
Os números falam por si - de 1925 a 1983, Portugal disputou 35 eliminatórias na Taça Davis, perdendo 29 e ganhando seis; desde 1984, jogou 22, saindo derrotado em 13 e vencedor em nove. E em 1994 conseguimos o feito inédito de disputar a «barrage» de acesso ao Grupo Mundial, perdendo com a Croácia no Porto por 0-4 (o último encontro foi cancelado devido à chuva).Com os nossos melhores valores a conseguirem prestações de alguma qualidade, podia novamente pensar-se em organizar competições internacionais em Portugal. Os circuitos satélites masculinos regressaram em Outubro de 1986; antes, o Estádio Nacional assistira ao renascimento do Open de Portugal, numa prova de 25.000 dólares ganha pelo jugoslavo Marko Ostoja.
Nos anos seguintes houve uma verdadeira inflação de provas internacionais, que se estendeu também ao sector feminino. E Portugal, de país sem grandes tradições na modalidade, passava a ser considerado internacionalmente um dos ««paraísos» do ténis de competição, tal a quantidade e qualidade das provas entre nós realizadas.
Estavam lançadas as bases para que o nosso país entrasse pela porta grande no calendário internacional.
Setembro de 1988 foi o mês decisivo para a passagem de Portugal a um novo escalão no panorama do ténis mundial. Nessa altura, numa famosa reunião feita no parque de estacionamento de Flushing Meadows, durante o Open dos Estados Unidos, os jogadores profissionais romperam definitivamente com o M.I.P.T.C., órgão que dirigia os destinos do ténis internacional.
Sentindo que as suas propostas eram sistematicamente ignoradas pelos membros da Federação Internacional de Ténis (I.T F.), os tenistas profissionais optaram por uma posição de força, avançando com a criação de um circuito próprio - o ATP Tour.
A ideia do novo Tour era simples jogadores e organizadores de torneios reuniam-se numa sociedade que passaria a gerir os destinos da componente profissional da modalidade. Os torneios do Grand Slam, as provas dos escalões etários mais jovens e os circuitos satélite, principal meio de desenvolvimento da modalidade junto dos candidatos ao profissionalismo, continuavam a ser responsabilidade da I.T.F..
Uma das propostas apresentadas era a de levar o ténis de mais alto nível a países que habitualmente a ele não tinham acesso. Portugal, através da Sotenis, candidatou-se à organização de uma prova em piso de terra batida. Reconhecendo a capacidade organizativa da entidade portuguesa, que anteriormente levara a cabo dezenas de provas internacionais, o ATP Tour aceitou o pedido. O Estoril Open estava no ano zero.
Começando com um total de prémios de 250.000 dólares, o Estoril Open foi subindo progressivamente de cotação no circuito internacional. Como primeira competição disputada em pó de tijolo no solo europeu, tornou-se ponto de passagem obrigatório para a esmagadora maioria dos especialistas desta superfície.
Desde 1990 o Estoril Open teve já seis edições, com cinco vencedores - os espanhóis Emilio Sanchez (1990), Sergi Bruguera (1991) e Carlos Costa (1992 e 1994); o ucraniano Andrei Medvedev (1993); e o austríaco Thomas Muster (1995). Na Ultima edição estiveram em jogo 575.000 dólares.
Em 1995 o Estoril Open passou a ter a companhia de outra prova portuguesa na categoria de World Series do ATP Tour. O Maia Open/Oporto Cup, depois de um longo percurso como «challenger», chegou à divisão maior do ténis mundial. Com um «prize-money» de 328.ooo dólares, jogou-se na semana seguinte a Roland Garros e foi ganho pelo espanhol Alberto Berasategui. Para 1996 ambas as provas continuam de pedra e cal no calendário do ATP Tour, aumentando mesmo os seus prémios monetários.
Nos últimos anos tem-se assistido à consolidação das carreiras internacionais dos atletas que fizeram uma opção clara pelo profissionalismo.
Sofia Prazeres, vencedora das seis últimas edições do Campeonato Nacional, é a melhor jogadora portuguesa de sempre, ocupando normalmente posições no lote das duzentas primeiras classificadas do ranking mundial.
Entre os homens três nomes se destacam - Nuno Marques, que em Setembro de 1995 conseguiu a melhor posição de sempre de um jogador português no ranking mundial de singulares, atingindo o 86º lugar na tabela do ATP Tour; João Cunha e Silva, vencedor em Outubro, em Monterrey (México) de um torneio de 100.000 dólares, alcançou a melhor vitória de sempre de um tenista luso; e ainda Emanuel Couto, que venceu as três últimas edições do Campeonato Nacional e que com passos seguros chegou ao lote dos 200 melhores jogadores mundiais.

## A Fundação
Nascido em Lisboa em 1 de Fevereiro de 1864, Guilherme Pinto Basto fez os seus primeiros estudos em Portugal, mas em 1878 iniciou um périplo por países europeus, passando pelo Colégio de Downside, em Inglaterra, por Paris e por diversas cidades alemãs.
Além de uma sólida bagagem cultural, adquiriu também nessas viagens o gosto pela prática desportiva, tendo-se destacado na patinagem, hóquei no gelo, ciclismo, corridas de cavalos, tauromaquia (como bandarilheiro), vela, remo, automobilismo, golfe, futebol e ténis. Em 1950 - com 86 anos - era o mais idoso praticante de desporto em Portugal. O futebol e o ténis foram as suas duas grandes paixões, tendo trabalhado intensamente para a sua divulgação. É considerado o «pai» do futebol português, jogo introduzido no nosso país por si e pelos seus irmãos Eduardo e Frederico.
Mas foi no ténis que mais profundamente se empenhou, sem nunca esquecer as suas obrigações profissionais - primeiro enquanto trabalhador na firma E. Pinto Basto & Cª Lda., dirigida pelo seu pai Eduardo Ferreira Pinto Basto e pelo seu tio Teodoro Ferreira Pinto Basto; depois como encarregado de negócios da Islândia e do Sião e cônsul-geral da Dinamarca.
Como praticante conseguiu sagrar-se por nove vezes vencedor nos Campeonatos Internacionais de Portugal. Mas foi enquanto dirigente que a sua actividade deu maiores frutos, nomeadamente com a fundação de dois clubes - o Club Internacional de Football e o Sporting Club de Cascais. A sua capacidade organizativa levou-o depois a presidir à primeira direcção da Federação Portuguesa de Lawn-Tennis, fundada em 16 de Março de 1925. Desempenhou o cargo até 1934, quando foi substituído pelo seu amigo e director do Sporting Club de Cascais, Rodrigo Castro Pereira. Em 1946 foi eleito Presidente Honorário da Federação, posição de que muito se orgulhou até à data do seu falecimento, em 26 de lulho de 1957.

## Órgãos Sociais
Eleitos a 10 de Outubro de 2020.
| ASSEMBLEIA GERAL       |                                   |
| Presidente             | JOSÉ MARIA CALHEIROS              |
| Vice-Presidente        | NUNO MIGUEL FERREIRA              |
| 1º Secretário          | ANA LUISA SILVA CAVACO            |
| DIREÇÃO                |                                   |
| Presidente             | VASCO MAGALHÃES COSTA             |
| Vice-Presidente        | CRISTINA FILIPE OLIVEIRA          |
| Vice-Presidente        | FILIPA PIMENTEL CALDEIRA          |
| Vice-Presidente        | MARIA LEONOR CHASTRE              |
| Vice-Presidente        | JOÃO PAULO SANTOS                 |
| Vice-Presidente        | ISABEL CUNHA D'EÇA                |
| Vice-Presidente        | MANUEL COELHO DA SILVA            |
| CONSELHO FISCAL        |                                   |
| Presidente             | NUNO BARROCA DE OLIVEIRA          |
| Vice-Presidente        | ANTÓNIO BROCHADO CORREIA          |
| Vice-Presidente        | JOSÉ CORREIA LUÍS                 |
| CONSELHO DE JUSTIÇA    |                                   |
| Presidente             | PAULO CUTILEIRO CORREIA           |
| Vice-Presidente        | FILIPE AVIDES MOREIRA             |
| Vice-Presidente        | MARIA JOÃO SILVA SANTOS           |
| CONSELHO DE DISCIPLINA |                                   |
| Presidente             | ANTÓNIO HERDEIRO DIAS             |
| Vice-Presidente        | JOANA ISABEL SOUSA GOMES          |
| Vice-Presidente        | JOÃO PEDRO MARQUES MENDES         |
| CONSELHO DE ARBITRAGEM |                                   |
| Presidente             | PAULO ALEXANDRE RODRIGUES CARDOSO |
| Vice-Presidente        | RICARDO SÉRGIO BRÁS COSTA         |
| Vice-Presidente        | TIAGO COUTINHO MONTEIRO           |

## Presidentes
Isto é uma lista abrangente de todos os Presidentes da FPT até à data.
| Nome                           | Presidência  |
| ------------------------------ | ------------ |
| Guilherme Pinto Basto          | 1925–1934    |
| Rodrigo de Castro Pereira      | 1934–1941    |
| António Ferro                  | 1941–1946    |
| André Navarro                  | 1946–1950    |
| Rodrigo de Castro Pereira (2)  | 1950–1952    |
| Joaquim de Serra e Moura       | 1952–1962    |
| José Herédia                   | 1962–1976    |
| Manuel Cordeiro dos Santos     | 1976–1981    |
| Armando Rocha                  | 1981–1985    |
| Alexandre Vaz Pinto            | 1985–1989    |
| José Castro Rocha              | 1989–1991    |
| Manuel Cordeiro dos Santos (2) | 1991–1993    |
| Manuel Marques da Silva        | 1993–1997    |
| Paulo Andradee                 | 1997–2000    |
| Pedro Coelho                   | 2001–2003    |
| Manuel Valle-Domingues         | 2003–2005    |
| José Corrêa de Sampaio         | 2005–2009    |
| José Maria Calheiros           | 2009–2011    |
| José Corrêa de Sampaio (2)     | 2011–2013    |
| Vasco Costa                    | 2013–present |

## Torneios
- Estoril Open (2015–)
- Lisboa Open (1983)
- Oporto Open (1995–1996)
- Porto Open (2001–2002)
- Portugal Open (1990–2014)
- 2000 Tennis Masters Cup

## Campeonatos Nacionais
Os Campeonatos Nacionais de Ténis foram realizados pela primeira vez em 1925 pela FPT sob o nome oficial de "Campeonato Nacional Absoluto/Taça Guilherme Pinto Basto". As edições de 2014 e 2015 realizaram-se no CIF - Clube Internacional de Foot-Ball, em Lisboa.